# Emolacria
L'emolacria è una condizione clinica che porta una persona a produrre lacrime parzialmente composte da sangue. Si può presentare con lacrime semplicemente tinte di rosso, oppure interamente composte di sangue.

## Diagnosi
Può essere segno di numerose malattie o essere indicativa di una neoplasia dell'apparato lacrimale. È spesso dovuta a fattori locali, come congiuntiviti batteriche, ferite o esposizione a diversi agenti ambientali e, raramente, da tubercolosi.
Similarmente a quanto avviene nell'endometriosi, l'emolacria nelle persone fertili di sesso femminile pare poter essere indotta dai livelli ormonali.

## Nella cultura di massa
- Secondo uno studio effettuato dall'università di Catania, pubblicato su ACS Analytical Chemistry, il conte Vlad III (Dracula) soffriva di emolacria.[4]